# Callidula
Genre
Callidula est un genre d'insectes de l'ordre des lépidoptères (communément appelés papillons).

## Liste d'espèces
Selon Catalogue of Life (3 avr. 2013) :
- Callidula arctata
- Callidula aruana
- Callidula atata
- Callidula aureola
- Callidula biplagiata
- Callidula dichroa
- Callidula erycinoides
- Callidula evander
- Callidula fasciata
- Callidula formosana
- Callidula hypoleuca
- Callidula kobesi
- Callidula lata
- Callidula lunigera
- Callidula miokensis
- Callidula nenia
- Callidula nigresce
- Callidula oceanitis
- Callidula plagalis
- Callidula plioxantha
- Callidula posticalis
- Callidula propinqua
- Callidula scotti
- Callidula sobah
- Callidula versicolor
- Callidula waterstradti